# Barbara Hepworth

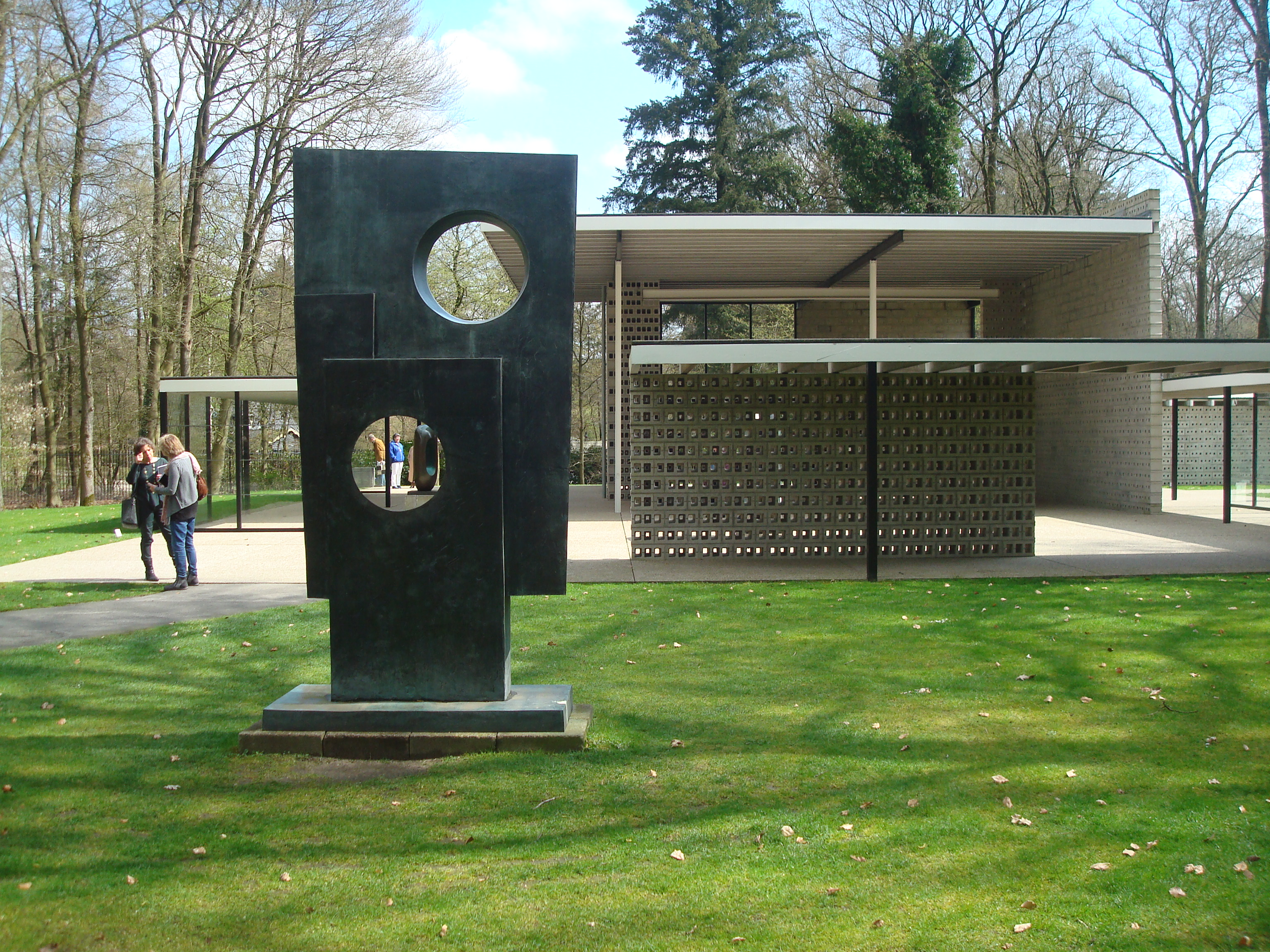
Squares with two circles, beeld van Barbara Hepworth (uit 1963-1964) in Museum Kröller-Müller. Op de achtergrond het Rietveldpaviljoen.

Barbara Hepworth, geboren als Jocelyn Barbara Hepworth (Wakefield (West Yorkshire), 10 januari 1903 - St. Ives (Cornwall), 20 mei 1975), was een van de belangrijkste Engelse beeldhouwsters.

## Biografie
Hepworth won op zeventienjarige leeftijd een studiebeurs om te gaan studeren aan de Leeds School of Art, waar ze kennismaakte met Henry Moore. In 1921 kreeg ze de mogelijkheid verder te studeren aan het Royal College of Art in Londen. In 1924 werd ze tweede in de Engelse Prix de Rome-competitie en reisde ze samen met winnaar John Skeaping naar Italië.
Hepworth was net als kunstenaars Henry Moore en John Piper lid van de Seven and Five Society. Deze groep kunstenaars in Leeds wilde geen nieuw '-isme' oprichten, maar juist de bestaande modernistische bewegingen zoals kubisme en abstractie verder uitdiepen. Dit was in de geest van de Franse kunstbeweging return to order.
Hepworth is twee keer getrouwd geweest. Het eerste huwelijk was met de beeldhouwer Skeaping. Haar tweede huwelijk was in 1938 met schilder Ben Nicholson. Ook dit huwelijk eindigde in een scheiding, in 1951.
In 1965 werd zij benoemd tot Officier in de Orde van het Britse Rijk en later bevorderd tot Dame Commandeur. Ze mocht zich voortaan Dame Barbara Hepworth noemen. Hepworth kwam op 72-jarige leeftijd om bij een brand in haar atelier in St. Ives in Cornwall. Haar atelier en haar woonhuis werden later het Barbara Hepworth Museum and Sculpture Garden.

## Haar werk
Een van haar meest prestigieuze sculpturen is Single Form die ter herinnering aan Dag Hammarskjöld is opgesteld bij het gebouw van de Verenigde Naties in New York.
Haar werk is onder andere tentoongesteld bij het St Catherine's College, Oxford, het Yorkshire Sculpture Park in West Bretton, West Yorkshire; het Clare College, Cambridge, het Churchill College, Cambridge, de New Hall, Cambridge en bij het Kenwood House and Garden te Londen. Haar sculptuur uit 1966 "Construction (Crucifixion): Homage to Mondrian" bevindt zich op het terrein van de Winchester Cathedral naast de The Pilgrims' School. Ook de Tate Gallery heeft veel van haar werk in haar collectie opgenomen. In Nederland is haar werk te vinden in het Beeldenpark van het Kröller-Müller Museum in Otterlo. Hepworth koos acht van haar werken speciaal uit voor het beroemde Rietveldpaviljoen (Otterlo). Aan Rudi Oxenaar, de toenmalige directeur van Kröller Müller, schreef zij in 1965: "As I told in my last letters, I was never so happy as to see my work in the Kröller-Müller".

## Fotogalerij

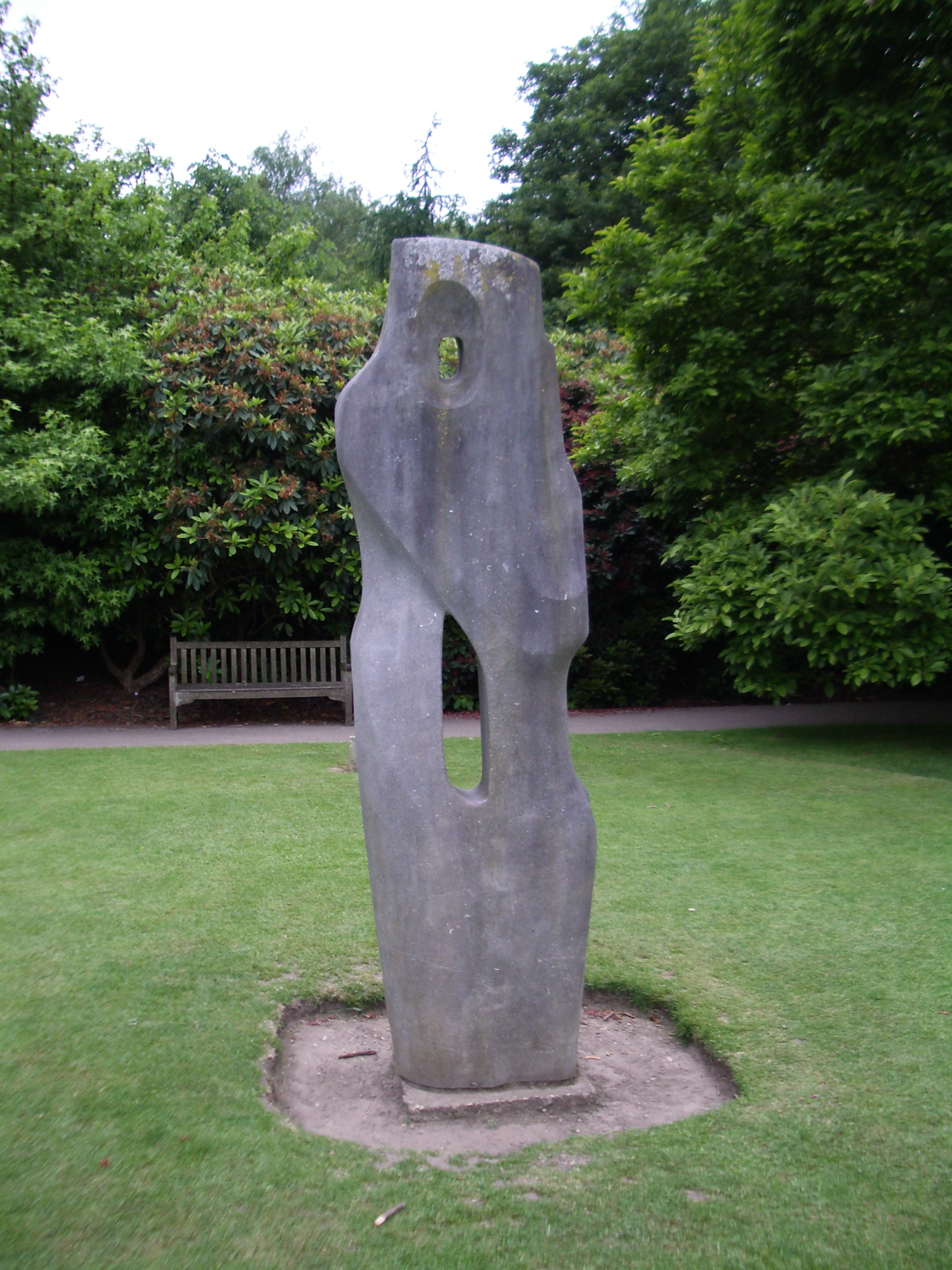
Monolith-Empyrean (1953)
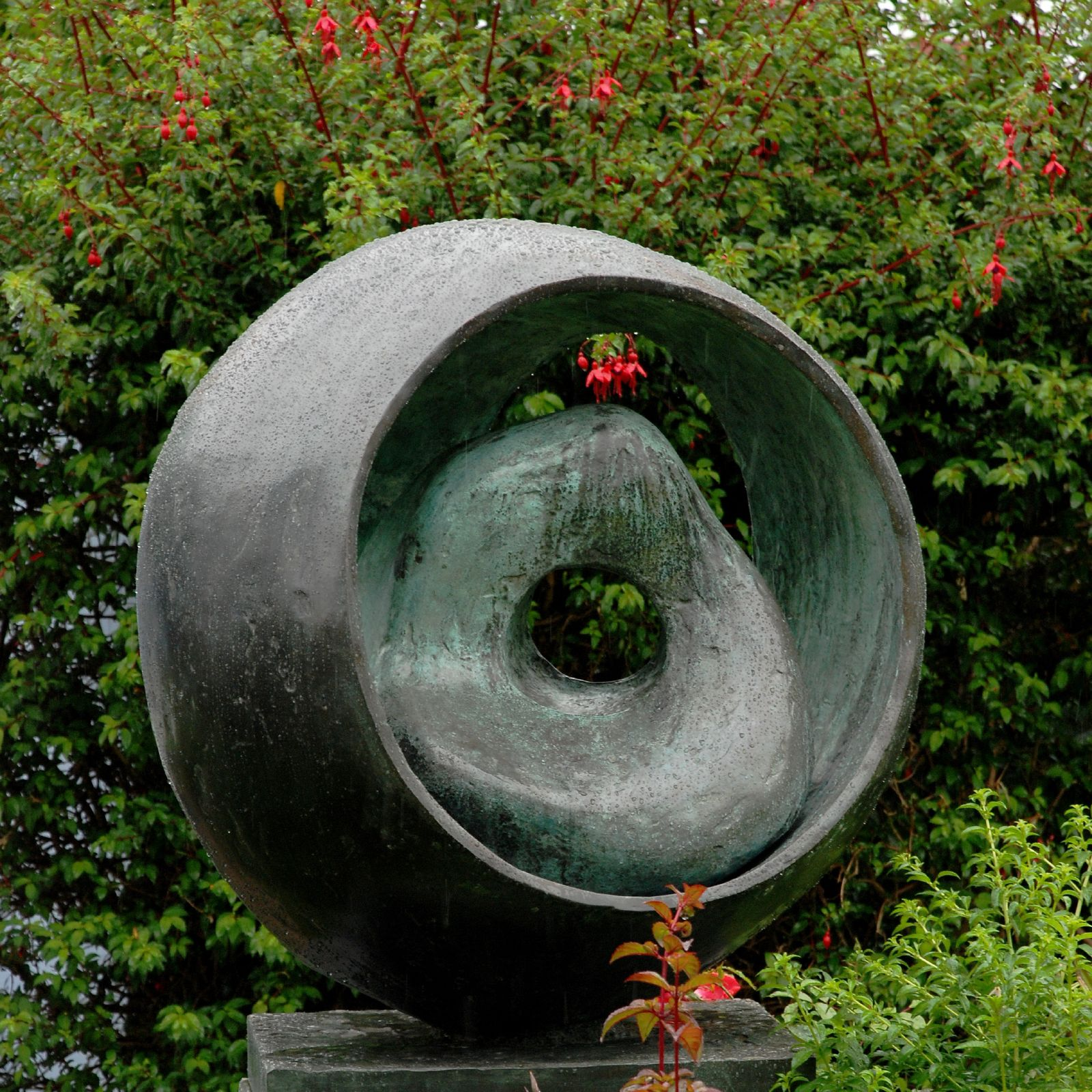
Barbara Hepworth Sculpture Garden
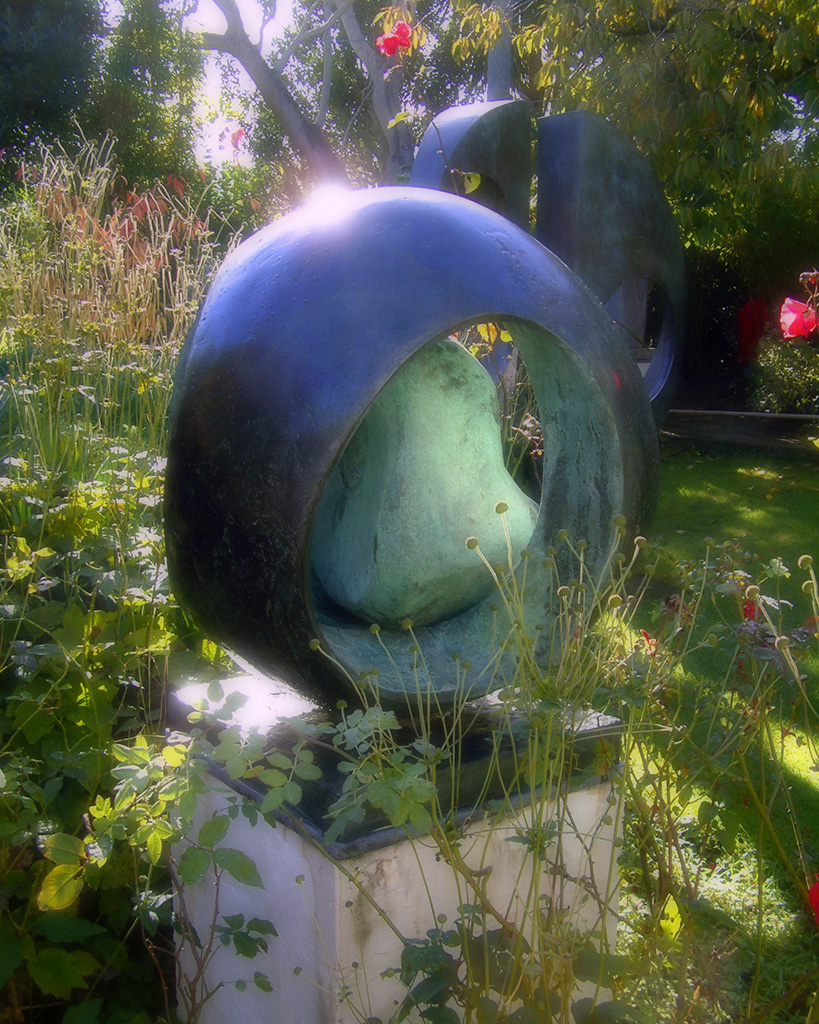
Sphere with Inner Form (1963) bij de Trewyn Garden, St Ives in Cornwall.
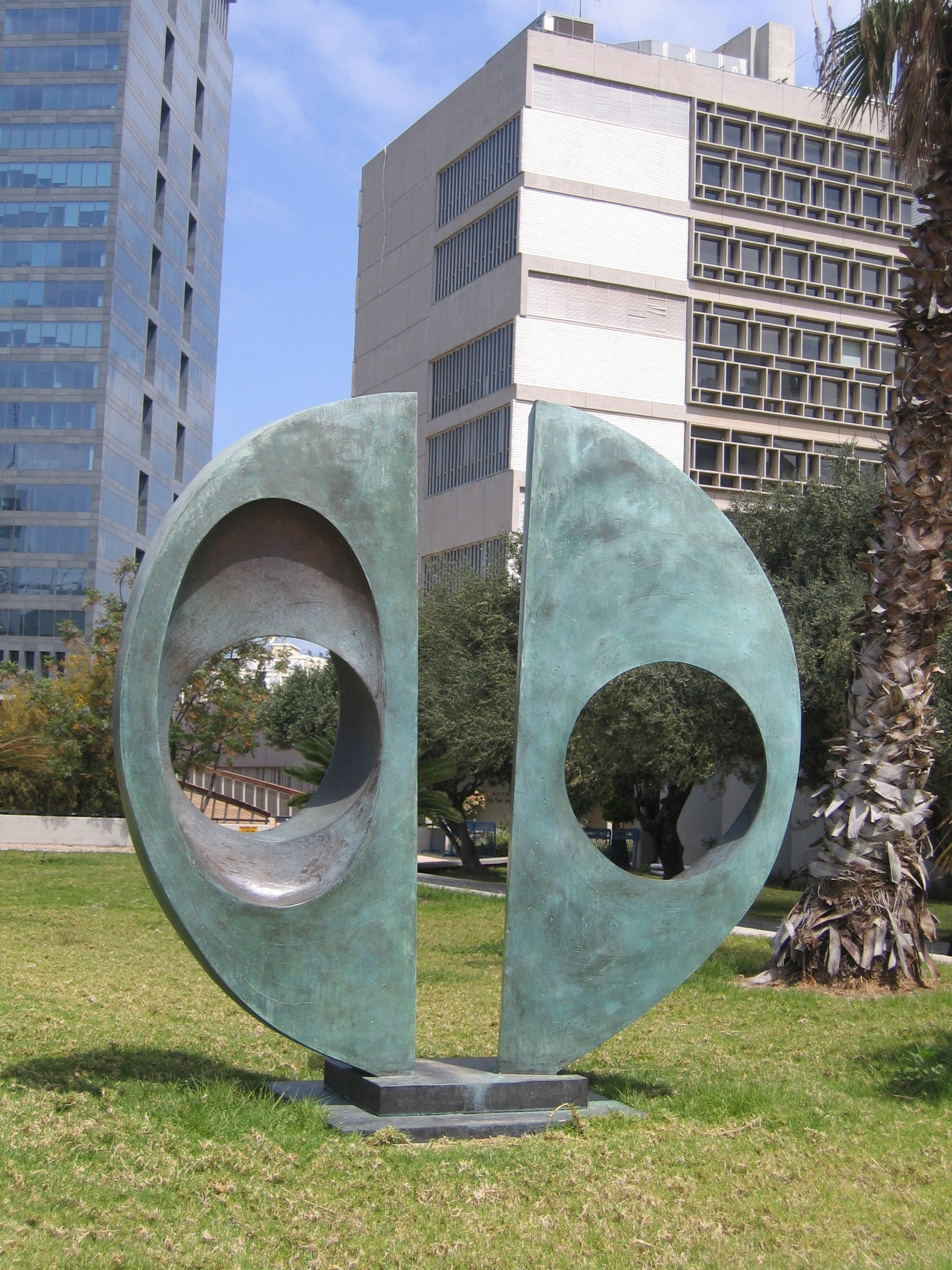
Two Forms (Divided Circle) (1969) Tel Aviv
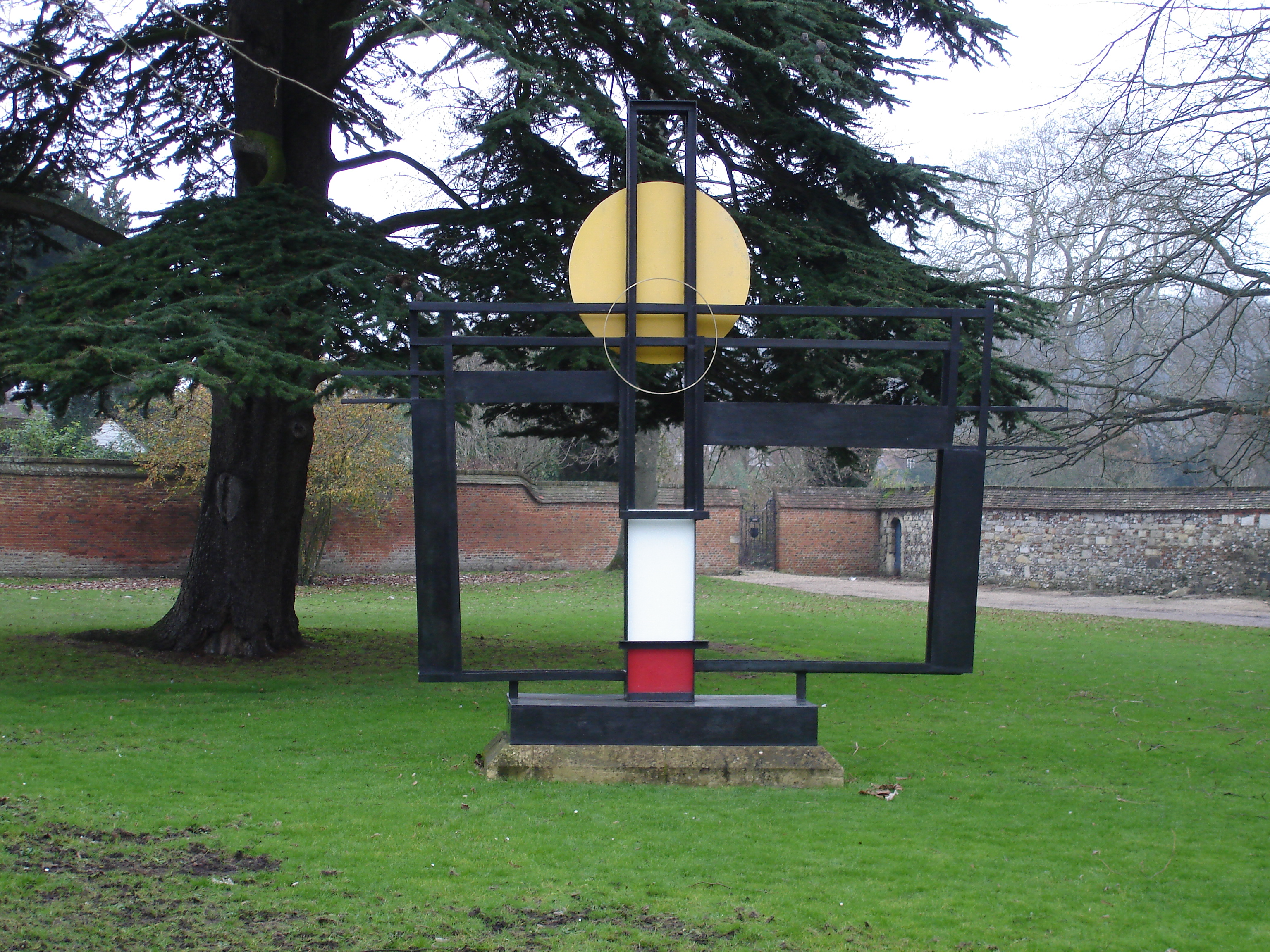
Construction Crucifixion eerbetoon aan Mondrian
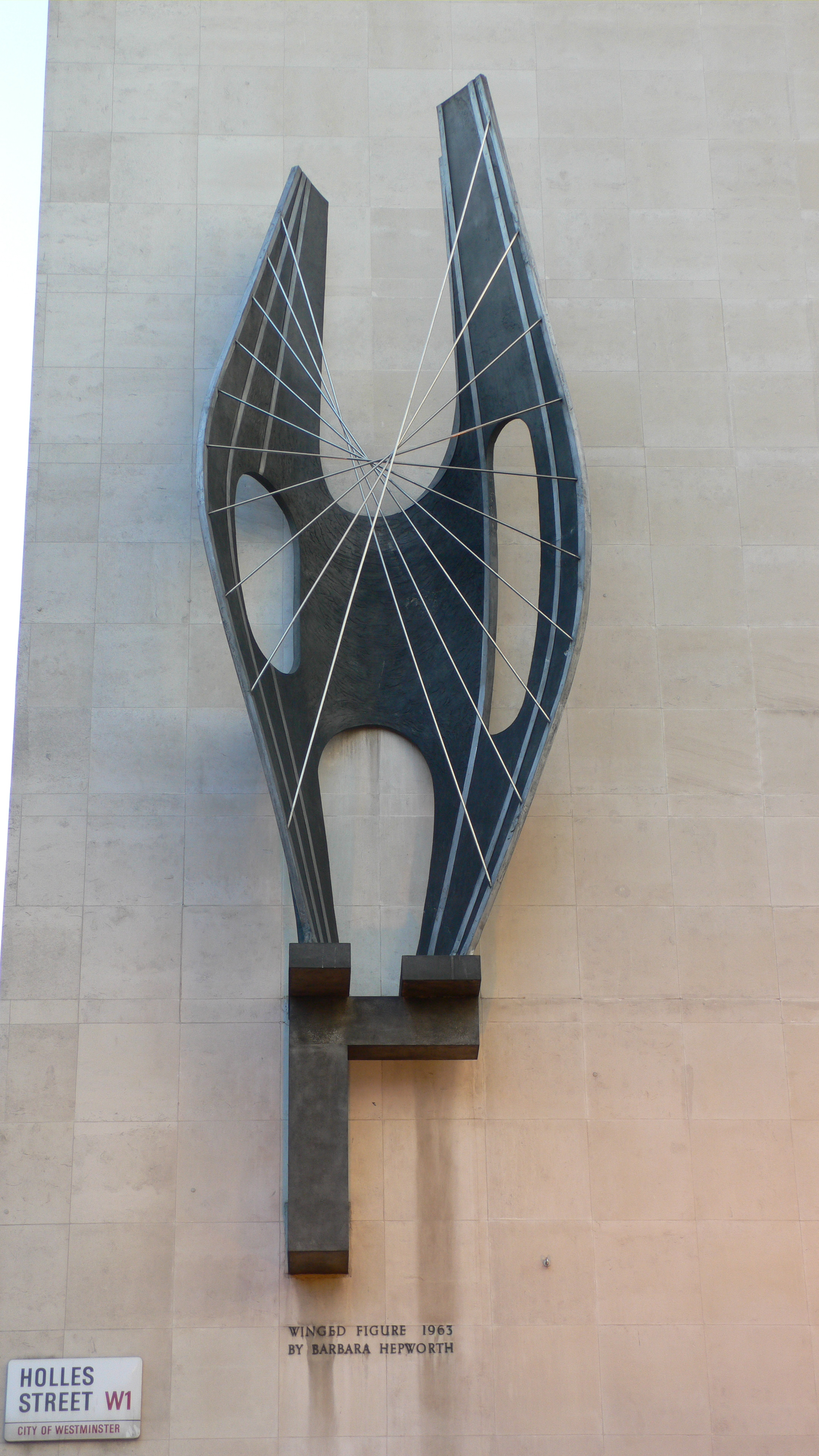
Winged Figure (1963), naast de John Lewis winkel in Londen
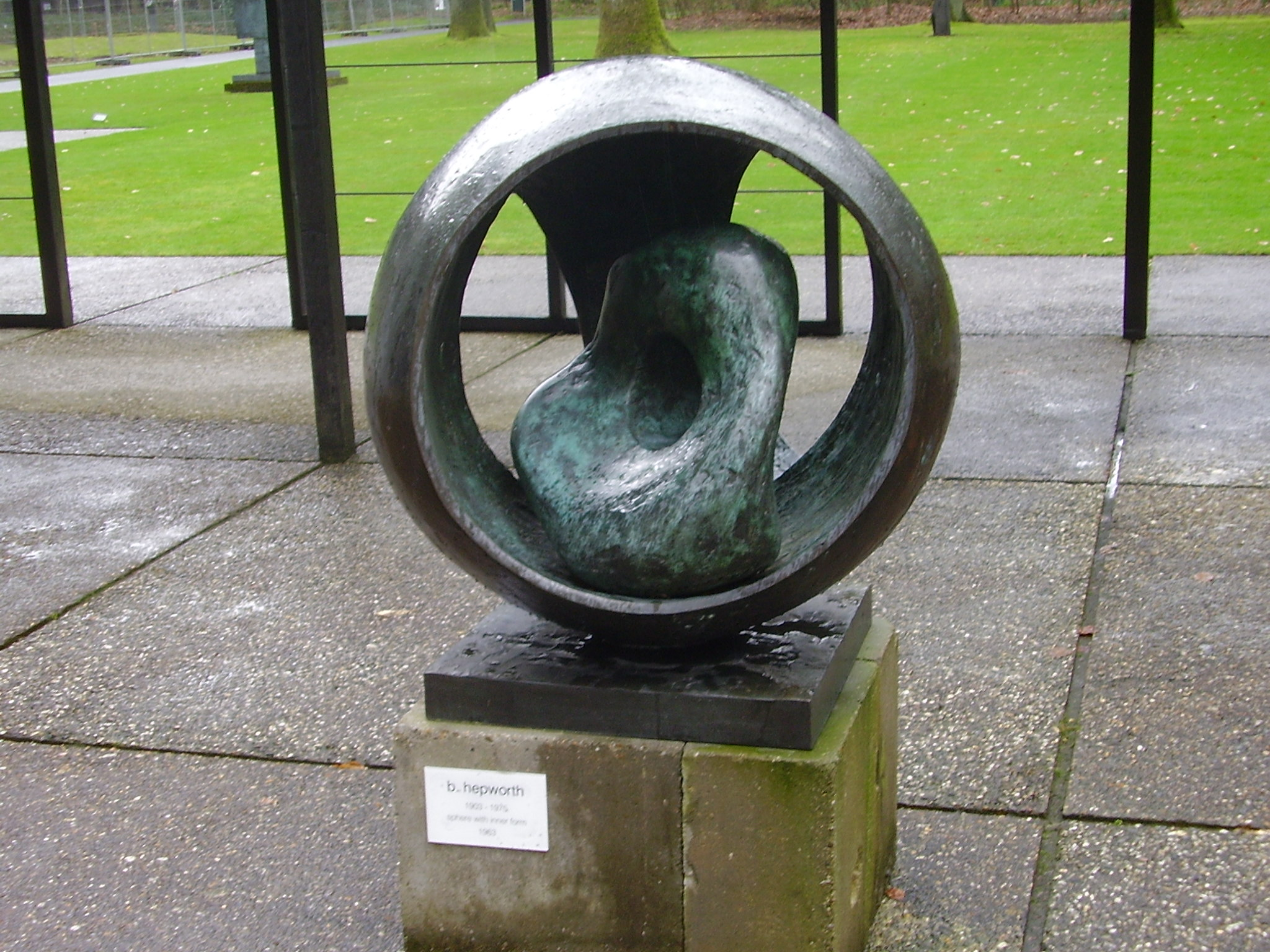
Sphere with Inner Form (1963) in het Kröller-Müller Museum in Otterlo
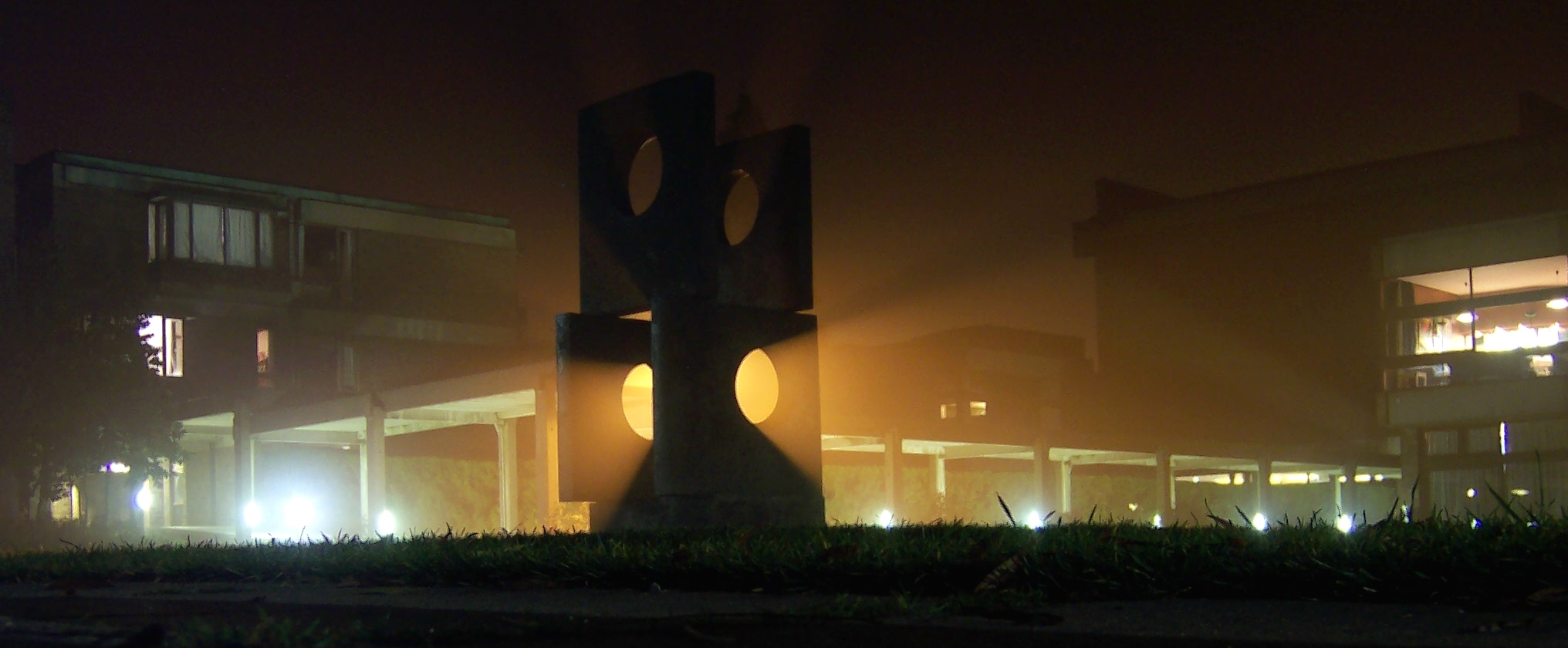
Four Square Walk through (1966) bij het Churchill College in Cambridge
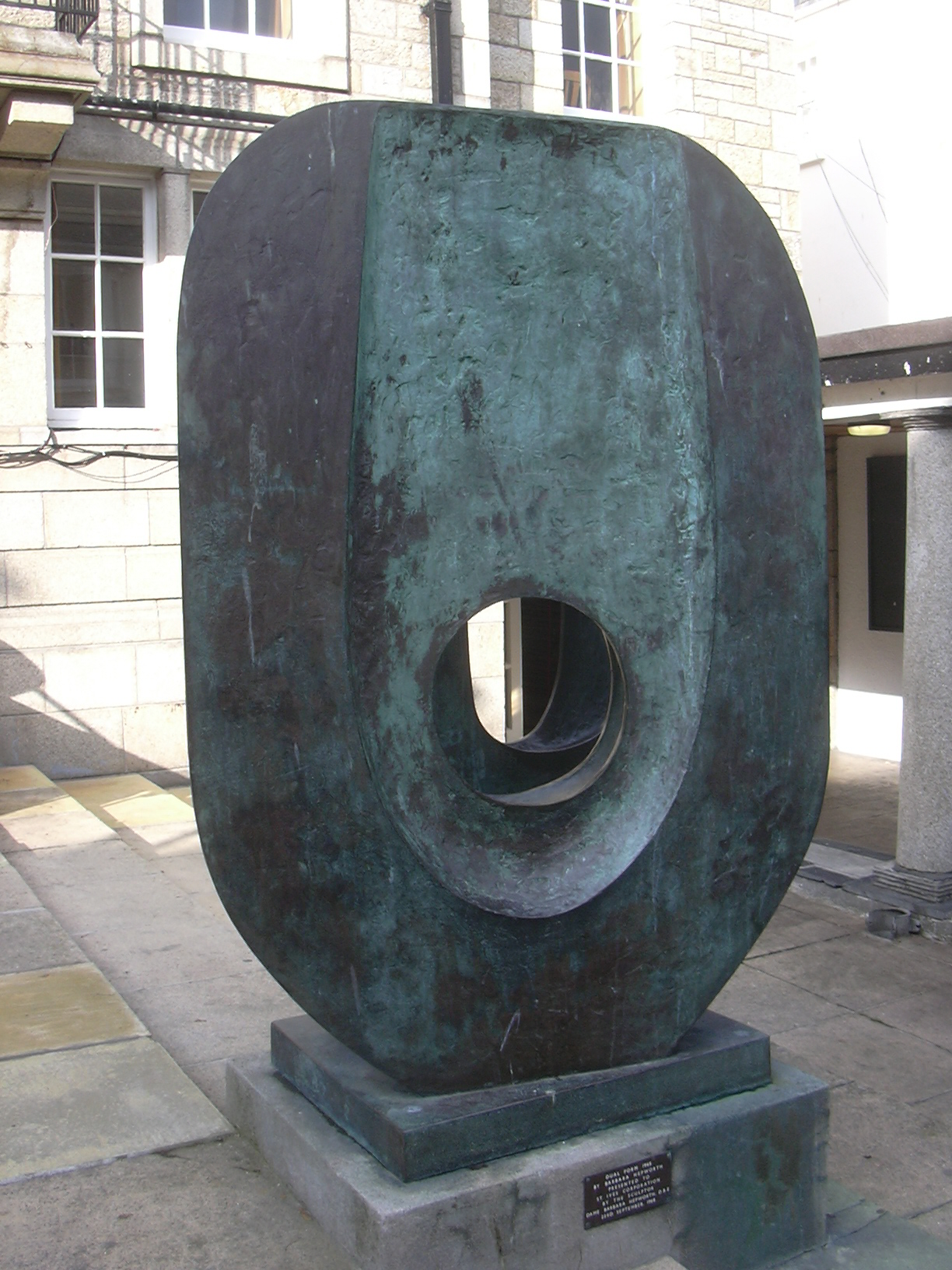
Dual Form bij de St Ives Guildhall

## Lijst van werken
| 1928    | Doves                                          | Paros marmer                                      |
| 1932-33 | Seated Figure                                  | Pokhout                                           |
| 1933    | Two Forms                                      | albast en kalksteen                               |
| 1934    | Mother and Child                               | Cumberland albast                                 |
| 1935    | Three Forms                                    | Seravezza marmer                                  |
| 1936    | Ball Plane and Hole                            | Pokhout, mahonie en eiken                         |
| 1940    | Sculpture with Colour (Donker Blauw en Rood)   | mix                                               |
| 1943    | Oval Sculpture                                 | gegoten materiaal                                 |
| 1943-44 | Wave                                           | hout, verf en koord                               |
| 1944    | Landscape Sculpture                            | hout (gegoten in brons, 1961)                     |
| 1946    | Pelagos                                        | hout, verf en koord                               |
| 1946    | Tides                                          | hout en verf                                      |
| 1947    | Blue and green (arthroplasty) 31 december 1947 | olieverf en potlood op geperst karton             |
| 1949    | Operation: Case for Discussion                 | olieverf en potlood op geperst karton             |
| 1951    | Group I (Concourse) 4 februari 1951            | Serravezza marmer                                 |
| 1953    | Hieroglyph                                     | Ancaster steen (kalksteen) uit de dogger periode  |
| 1954-55 | Two Figures                                    | teak en verf                                      |
| 1955    | Oval Sculpture (Delos)                         | guarea hout en verf                               |
| 1955-56 | Coré                                           | brons                                             |
| 1956    | Orpheus (Maquette), Versie II                  | messing en katoenen koord                         |
| 1956    | Stringed Figure (Curlew), Versie II            | messing en katoenen koord                         |
| 1958    | Cantate Domino                                 | brons                                             |
| 1958    | Sea Form (Porthmeor)                           | brons                                             |
| 1960    | Figure for a Landscape                         | brons                                             |
| 1960    | Archaeon                                       | brons                                             |
| 1962-63 | Bronze Form (Patmos)                           | brons                                             |
| 1964    | Rock Form (Porthcurno)                         | brons                                             |
| 1964    | Sea Form (Atlantic)                            | brons                                             |
| 1964    | Oval Form (Trezion)                            | brons                                             |
| 1966    | Figure in a Landscape                          | brons op houten voet                              |
| 1966    | Four-Square Walk Through                       | brons                                             |
| 1968    | Two Figures                                    | brons en goud                                     |
| 1970    | Family of Man                                  | brons                                             |
| 1971    | The Aegean Suite                               | serie van drukken                                 |
| 1971    | Summer Dance                                   | geschilderd brons                                 |
| 1972    | Minoan Head                                    | marmer op een houten voet                         |
| 1972    | Assembly of Sea Forms                          | wit marmer gemonteerd op een roestvrijstalen voet |
| 1973?   | Conversation with Magic Stones                 | brons en zilver                                   |